# Гладковицька Кам'янка
Гладковицька Ка́м'янка — село в Україні, у Гладковицькій сільській територіальній громаді Коростенського району Житомирської області. Чисельність населення становить 37 осіб (2001).

## Населення
Наприкінці 19 століття в поселенні налічувався 71 мешканець, дворів — 10.
У 1906 році в селі проживало 100 мешканців, дворів — 14, у 1923 році (разом із хуторами Дрозди та Буда-Личко) — 563 мешканці, дворів — 91.
Відповідно до результатів перепису населення СРСР, кількість населення станом на 12 січня 1989 року становила 64 особи. Станом на 5 грудня 2001 року, відповідно до перепису населення України, кількість мешканців села становила 37 осіб.

## Історія
Наприкінці 19 століття — сільце Гладковицької волості Овруцького повіту Волинської губернії, за 14 верст від Овруча. Належало до православної парафії у Гладковичах, за 10 верст.
У 1906 році — сільце Гладковицької волості (1-го стану) Овруцького повіту Волинської губернії. Відстань до повітового центру, м. Овруч, становила 15 верст, до волосного центру с. Гладковичі — 10 верст. Поштове відділення — Овруч.
У 1923 році включене до складу новоствореної Кам'яно-Товкачівської сільської ради, яка 7 березня 1923 року увійшла до складу новоутвореного Овруцького району Коростенської округи. Розміщувалося за 17 верст від районного центру м. Овруча та за 4 версти — від центру сільської ради хутора Кам'яно-Товкачі. У 1941—44 роках — центр однойменної сільської управи. 11 серпня 1954 року, внаслідок об'єднання сільських рад, село підпорядковане Гладковицькій сільській раді Овруцького району Житомирської області.
12 червня 2020 року, відповідно до розпорядження Кабінету Міністрів України № 711-р «Про визначення адміністративних центрів та затвердження територій територіальних громад Житомирської області», територію та населені пункти Гладковицької сільської ради Овруцького району включено до складу Гладковицької сільської територіальної громади Коростенського району Житомирської області.

## Відомі люди
- Крижанівський Федір Петрович (1947) — український тромбоніст, педагог, кандидат мистецтвознавства, професор, заслужений артист України.